# Noruega en los Juegos Olímpicos de Sídney 2000
Noruega estuvo representada en los Juegos Olímpicos de Sídney 2000 por un total de 93 deportistas que compitieron en 15 deportes.  
El portador de la bandera en la ceremonia de apertura fue el piragüista Knut Holmann.

## Medallistas
El equipo olímpico noruego obtuvo las siguientes medallas:
| Nombre                                              | Deporte    | Competición                     |
| --------------------------------------------------- | ---------- | ------------------------------- |
| Oro                                                 |            |                                 |
| Trine Hattestad                                     | Atletismo  | Jabalina F                      |
| Equipo                                              | Fútbol     | Torneo F                        |
| Knut Holmann                                        | Piragüismo | K1 500 m M                      |
| Knut Holmann                                        | Piragüismo | K1 1000 m M                     |
| Plata                                               |            |                                 |
| Kjersti Plätzer                                     | Atletismo  | 20 km marcha F                  |
| Fredrik Bekken Olaf Tufte                           | Remo       | Doble scull (M2x) M             |
| Trude Gundersen                                     | Taekwondo  | –67 kg F                        |
| Bronce                                              |            |                                 |
| Equipo                                              | Balonmano  | Torneo F                        |
| Harald Stenvaag                                     | Tiro       | Rifle en tres posiciones 50 m M |
| Paul Davis Herman Horn Johannessen Espen Stokkeland | Vela       | Soling M                        |